# Brian Sutherby
Brian Sutherby (* 1. März 1982 in Edmonton, Alberta) ist ein ehemaliger kanadischer Eishockeyspieler und derzeitiger -scout, der im Verlauf seiner aktiven Karriere zwischen 1998 und 2013 unter anderem 470 Spiele für die Washington Capitals, Anaheim Ducks und Dallas Stars in der National Hockey League auf der Position des Centers bestritten hat. Seit 2015 ist er bei seinem Ex-Team aus Washington als Scout tätig.

## Karriere
Sutherby begann seine Karriere bei den Moose Jaw Warriors in der kanadischen Juniorenliga Western Hockey League, bevor er beim NHL Entry Draft 2000 als 26. in der ersten Runde von den Washington Capitals ausgewählt wurde.
In der Saison 2001/02 kam der Linksschütze zum ersten Mal in der NHL zum Einsatz, des Weiteren stand er für das Capitals-Farmteam Portland Pirates in der American Hockey League auf dem Eis. Schon in der folgenden Spielzeit gehörte er zum Stammkader in Washington. Im Jahr 2004 wurde Sutherby für das NHL YoungStars Game nominiert, nachdem er dort zwei Tore und ein Assist für das Team der Eastern Conference erzielen konnte, wurde er sogar zum Most Valuable Player gekürt. Ab der Saison 2006/07 war der Kanadier stellvertretender Mannschaftskapitän der Washington Capitals.
Kurz nach Beginn der Spielzeit 2007/08 wechselte er für einen Draft-Pick der zweiten Runde im NHL Entry Draft 2009 zu den Anaheim Ducks. Ähnliches geschah in der Saison 2008/09, als er für einen Nachwuchsspieler und ein leistungsbezogenes Draft-Wahlrecht an die Dallas Stars abgegeben wurde. Nach Vertragsende im Sommer 2011 war der Kanadier als Free Agent verfügbar, wurde jedoch bis Mitte Oktober 2011 von keinem NHL-Team verpflichtet. Kurze Zeit später entschied sich Sutherby für ein professional try-out bei den San Antonio Rampage aus der American Hockey League. Nach Beendigung seines Engagements bei den Rampage im Dezember 2011 wurde der Stürmer erneut als freier Akteur verfügbar. Erst ein Jahr später unterzeichnete der Angreifer bei den Lake Erie Monsters. Dort beendete er im Sommer 2013 seine aktive Karriere.
Anschließend wurde Sutherby ab der Saison 2015/16 als Scout bei seinem Ex-Team Washington Capitals tätig.

## Erfolge und Auszeichnungen
- 2002 Silbermedaille bei der U20-Junioren-Weltmeisterschaft
- 2003 Teilnahme am NHL YoungStars Game
- 2003 NHL YoungStars Game MVP

## Karrierestatistik

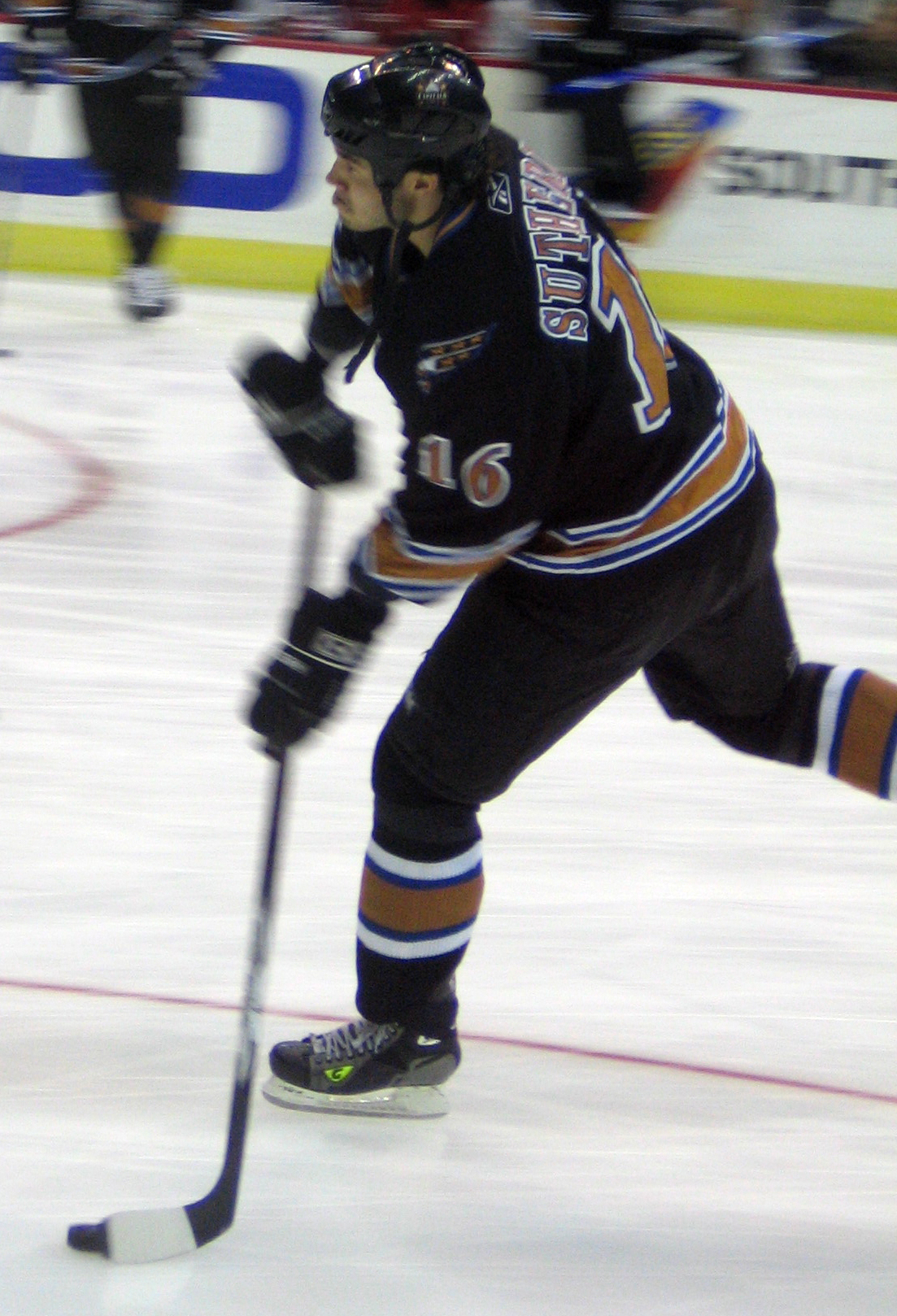
Sutherby beim Aufwärmen im Trikot der Washington Capitals

### International
Vertrat Kanada bei:
- U20-Junioren-Weltmeisterschaft 2002

(Legende zur Spielerstatistik: Sp oder GP = absolvierte Spiele; T oder G = erzielte Tore; V oder A = erzielte Assists; Pkt oder Pts = erzielte Scorerpunkte; SM oder PIM = erhaltene Strafminuten; +/− = Plus/Minus-Bilanz; PP = erzielte Überzahltore; SH = erzielte Unterzahltore; GW = erzielte Siegtore; 1 Play-downs/Relegation; Kursiv: Statistik nicht vollständig)